# Ay (faraon)
Ay a fost penultimul faraon a dinastiei 18. A condus Egiptul între anii 1352 si 1348 î.Hr. Totodată el a fost un apropiat sfătuitor a doi sau trei faraoni anteriori domniei sale, și se spune că era puterea din spatele tronului în timpul domniei lui Tutankhamun. Prenumele lui Ay sau numele regal „Kheperkheperure”, înseamnă „Eternă este puterea lui Ra”, pe când numele său de naștere, Ay it-netjer se citește ca „Ay, Tatăl Zeului”. Inscripțiile și monumentele care pot fi clar atribuite lui Ay sunt rare, nu doar datorită scurtei sale domnii, ci și a succesorului său, Horemheb, instigând o campanie de damnatio memoriae (lat. condamnarea memoriei) împotriva lui și a altor faraoni asociați Perioadei Amarna.

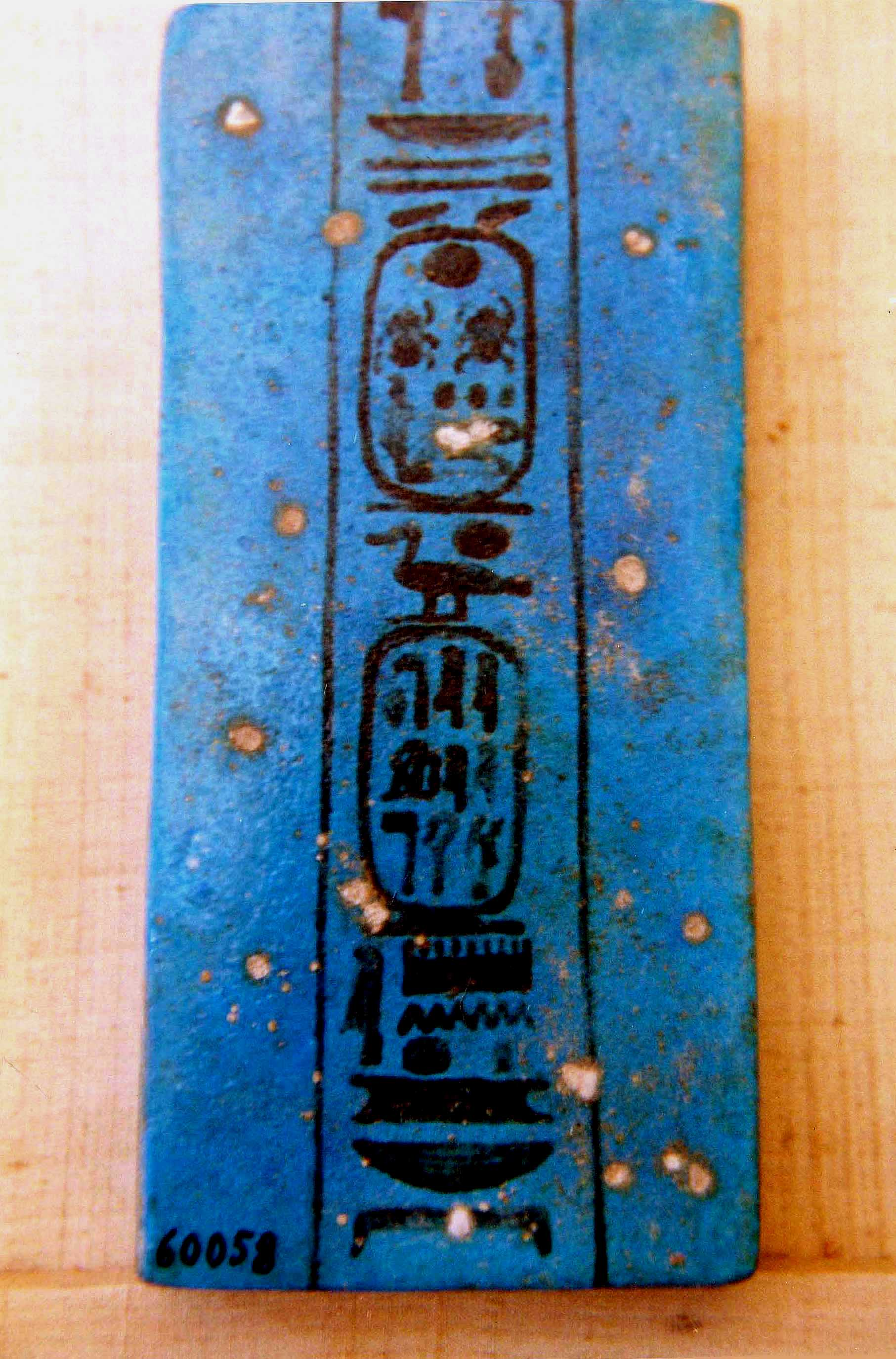
PLacă de faianță cu numele regal complet a lui Ay, Muzeul Egiptean din Cairo.

## Origini
Se crede că Ay este egiptean nativ, provenind din Akhmim. În timpul scurtei sale domnii, a contruit un templu în Akhmim dedicând-o zeității locale, Min. Pobabil este fiul lui Yuya, care a avut calitate de preot al zeului Min, în Akhmim. 

## Familie
Ay se crede a fi fiului lui Yuya și a lui Thuya, și astfel fratele reginei Tiy, soția lui Amenhotep al III-lea, și totodată fratele lui Anen, profet al lui Amun. Așadar, ar fi unchiul faraonilor Akhenaten și Semenkhare. Soția sa se presupune a fi Iuy, mama lui Nakhtmin,succesorul ales a lui Ay. Marea sa Consoartă Regală a fost însă Tey. Se crede că Ay ar fi tatăl reginei Nefertiti, soția lui Akhenaten.